# NGC 5793
NGC 5793 (również PGC 53550) – galaktyka spiralna (Sb), znajdująca się w gwiazdozbiorze Wagi, w odległości ponad 150 milionów lat świetlnych od Ziemi. Odkrył ją Francis Leavenworth w 1886 roku. Należy do galaktyk Seyferta.